# Алисов, Василий Алексеевич
Васи́лий Алексе́евич Али́сов (25 июля [7 августа] 1904, Воронежский уезд, Воронежская губерния — 8 июля 1991, Воронеж) — участник Великой Отечественной войны, стрелок 1-го стрелкового батальона 1201-го стрелкового полка 354-й стрелковой дивизии 65-й армии 1-го Белорусского фронта, ефрейтор.
Герой Советского Союза (24.03.1945), сержант.

## Биография
Родился в 1904 году в крестьянской семье. По национальности русский. Получив начальное образование, работал председателем колхоза.
В Красной Армии с марта 1942 года. Участвовал в боях Великой Отечественной войны стрелком в Отдельной Приморской армии, на 1-м Белорусском и 2-м Белорусском фронтах и принимал участие в обороне Севастополя, в Белорусской и Данцигской операциях. Получил четыре ранения.
Ефрейтор Алисов особо отличился в июле 1944 года в окрестностях деревни Жерчице (Польша), взяв в плен четырнадцать гитлеровцев, а 5 сентября 1944 года одним из первых в батальоне форсировал реку Нарев у города Сероцк. При отражении очередной контратаки противника в бою по удержанию и расширению плацдарма у деревни Муравейка гранатами уничтожил свыше десяти вражеских солдат.

Указом Президиума Верховного Совета СССР от 24 марта 1945 года
за образцовое выполнение боевых заданий Командования на фронте борьбы с немецкими захватчиками и проявленные при этом отвагу и геройство

 ефрейтору Алисову Василию Алексеевичу присвоено звание Героя Советского Союза с вручением ордена Ленина и медали «Золотая Звезда».
После войны сержант В. А. Алисов демобилизован. В 1946 году вступил в ряды КПСС. Жил и работал в селе Марьино (Касторенский район, Курская область), а с 1985 года проживал в городе Воронеже. Скончался 8 июля 1991 года.

## Награды
- Медаль «Золотая Звезда» Героя Советского Союза (№ 9070 от 24.03.1945)
- Орден Ленина (№ 59879 от 24.03.1945)
- Орден Отечественной войны I степени (6.04.1985)
- Орден Отечественной войны II степени (№ 591986 от 15.10.1944)
- Орден Славы III степени (№ 128586 от 14.09.1944)
- Медали, в том числе:
  - Медаль «За отвагу» (№ 1455955 от 19.07.1944)
  - Медаль «За победу над Германией в Великой Отечественной войне 1941—1945 гг.»
  - Юбилейная медаль «Двадцать лет Победы в Великой Отечественной войне 1941—1945 гг.»
  - Юбилейная медаль «Тридцать лет Победы в Великой Отечественной войне 1941—1945 гг.»
  - Юбилейная медаль «Сорок лет Победы в Великой Отечественной войне 1941—1945 гг.»

## Память
- Похоронен на Юго-Западном кладбище города Воронежа.